# Stacja McMurdo
Stacja McMurdo – amerykańska stacja naukowo-badawcza, znajdująca się na południowym wybrzeżu Wyspy Rossa na Morzu Rossa, obsługiwana przez United States Antarctic Program. Największa stacja badawcza na Antarktydzie.

## Opis

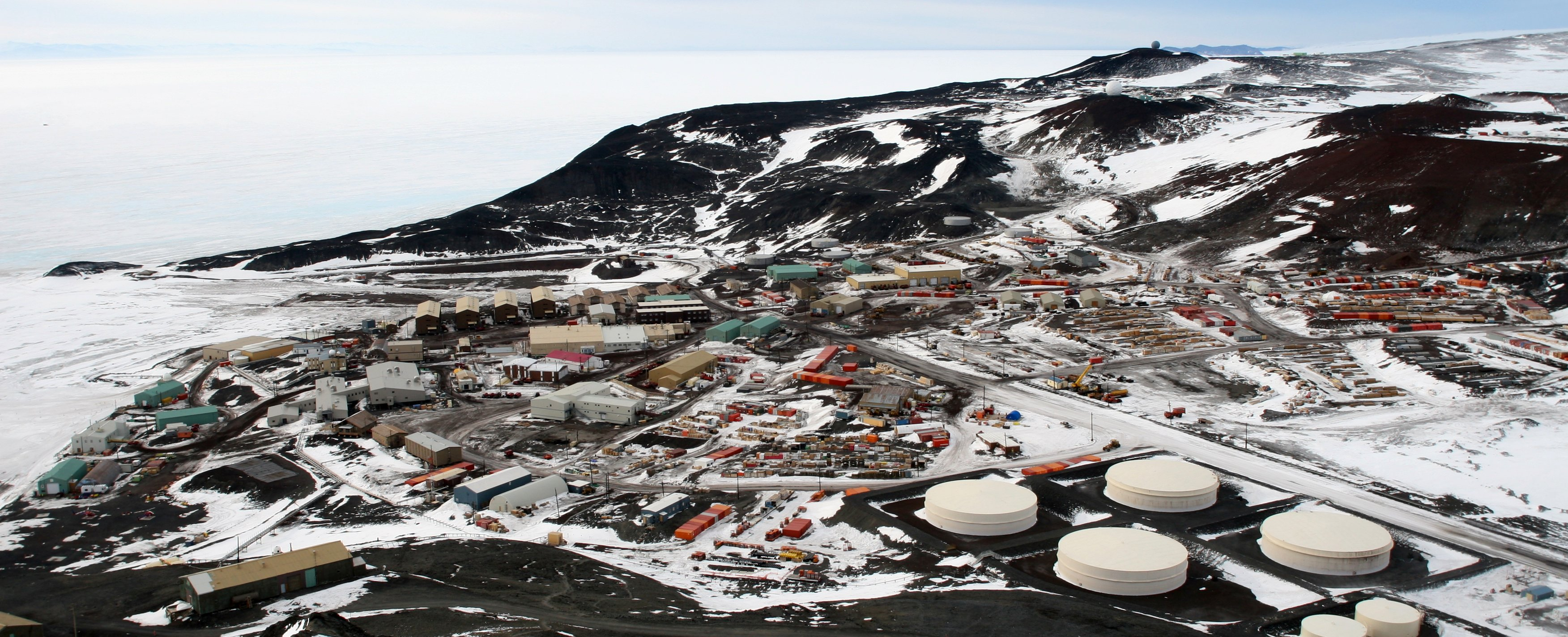
Widok stacji ze wzgórza obserwacyjnego

Stacja zawdzięcza swoją nazwę położeniu w pobliżu cieśniny McMurdo, nazwanej na cześć porucznika Archibalda McMurdo, który jako pierwszy wykonał mapę tych obszarów w 1841 roku. Cieśnina oddziela wyspę i stację od kontynentu Antarktydy.
Pierwsza stacja, niedaleko dzisiejszej bazy, została założona w 1902 roku przez Brytyjczyka Roberta Falcona Scotta, natomiast Amerykanie utworzyli swoją bazę w grudniu 1955 roku.
Stacja McMurdo zlokalizowana jest na nagiej skale wulkanicznej na półwyspie Hut Point Peninsula Wyspy Rossa na Morzu Rossa – w punkcie, gdzie najbardziej wysunięty na południe stały ląd dostępny jest dla statków. Stacja oddalona jest o niewiele ponad 30 km od czynnego wulkanu Erebus.
Jest to największa stacja badawcza na Antarktydzie. Stacja jest w stanie obsłużyć do 1000 mieszkańców, najwięcej w Antarktyce. Rekordowa liczba osób – 1258 – zamieszkiwała stację latem 1996 roku. W okresie zimowym od lutego do października liczba pracowników stacji spada do ok. 180. Na terenie stacji znajduje się 85 budynków.
Najniższa temperatura powietrza odnotowana na terenie stacji to –50 °C, a najwyższa to +8°C. Średnia temperatura roczna to –18 °C, a średnie temperatury miesięczne wahają się od  –3 °C w styczniu do –28 °C w sierpniu. Pokrywa śnieżna zanika latem. Średnia prędkość wiatru odnotowana na terenie stacji to ok. 5,1 m/s, a w lipcu 1968 roku zanotowano podmuchy o prędkości 52 m/s.
Na terenie stacji prowadzone są badania z zakresu biologii i medycyny, geologii i geofizyki, glacjologii i geologii glacjalnej, a także badania oceanograficzne, klimatyczne oraz aeronomiczne i astrofizyczne.
W latach 1998 oraz 2003 w pobliżu stacji przeprowadzono dwa loty kosmologicznego eksperymentu BOOMERanG.